# Olga Misiková
Olga Misiková (rusky Ольга Валерьевна Мисик, Olga Valerjevna Misik, narozena 17. ledna 2002) je ruská prodemokratická aktivistka. Účastnila se demonstrací pořádaných ruskou protiputinovskou opozicí a stala se známou tím, že během těchto akcí příslušníkům pořádkových sil předčítala ruskou ústavu, která občanům uděluje lidská práva včetně politických, i když v praxi se tím tamní režim neřídí. „Poté, co těžkooděnci odstrčili všechny protestující, jsem si sedla na zem a znovu jsem začala číst naše ústavní práva a upřesnila, že to, co se tu děje, je nezákonné, že ústava Ruské federace má nejvyšší právní sílu a předpisy by jí neměly odporovat,“ vysvětlila Misiková svoje počínání později. V roce 2021 ji moskevský soud za údajné posprejování budovy prokuratury odsoudil ke dvěma letům omezení svobody, takže nesměla v noci opouštět byt. V srpnu 2022 Misiková emigrovala do Německa a roku 2023 jí Voskresenský městský soud v nepřítomnosti změnil trest na dva roky vězení.